# Angolawürger

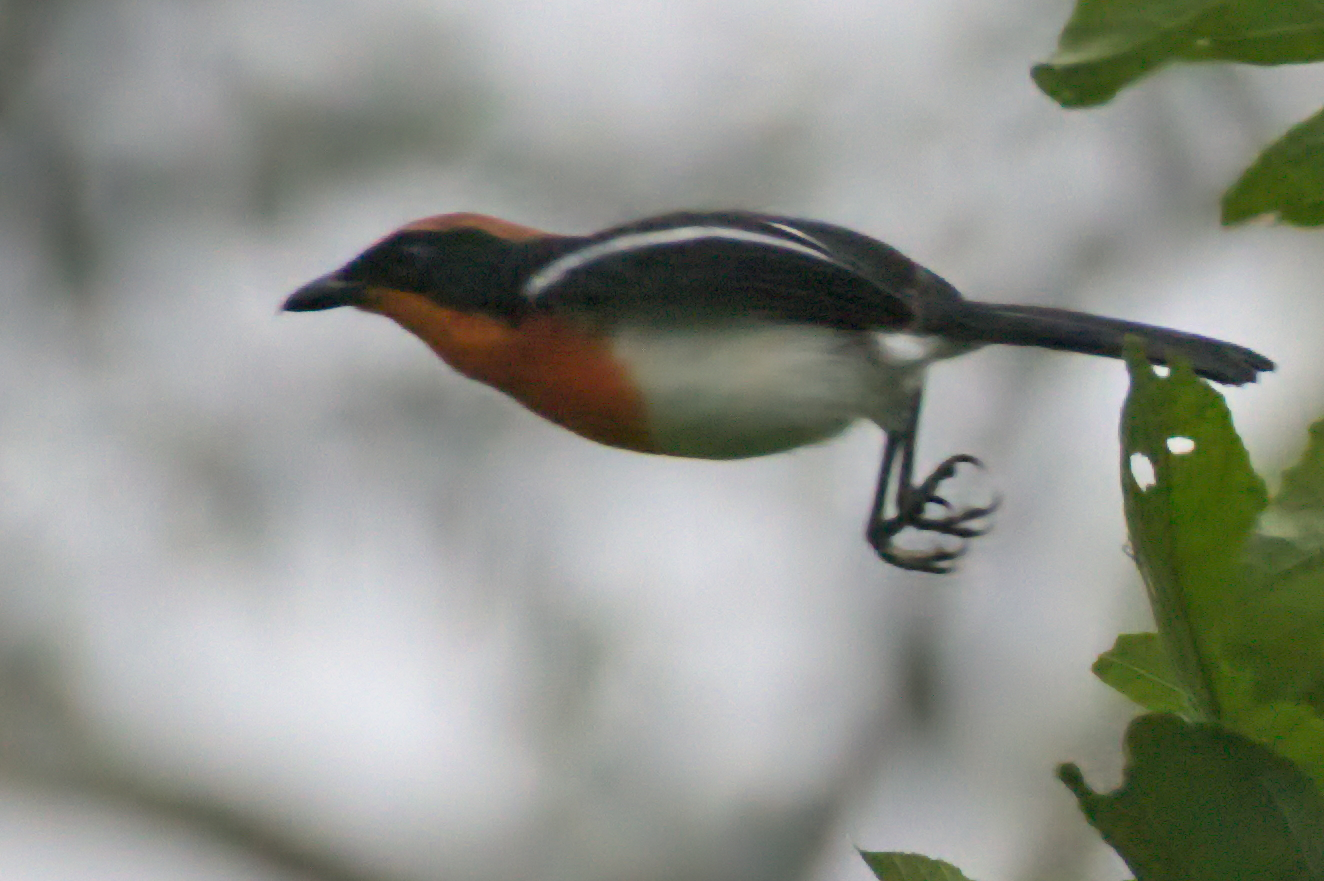
Angolawürger

Der Angolawürger (Laniarius brauni) ist eine Vogelart aus der Familie der Buschwürger (Malaconotidae).
Die Art wurde früher als konspezifisch mit dem Amboimwürger (Laniarius amboimensis) und Braunscheitelwürger (Laniarius luehderi) angesehen.
Der Vogel ist endemisch in Angola im Nordwesten (Uíge und Provinz Cuanza Norte).
Der Lebensraum umfasst Unterwuchs in Sekundärwald und Galeriewald von 600–870 m Höhe.
Der Artzusatz bezieht sich auf den deutschen Sammler Rudolf Hans Braun.
Dieser Buschwürger ist ein Standvogel.

## Merkmale
Die Art ist etwa 17,5 cm groß und wiegt etwa 54–55 g. Das Männchen ist von der Stirn über den Scheitel, den Nacken und noch etwas weiter kastanienbraun, vorne und seitlich etwas blasser. Die Federn von der Schnabelbasis, die Zügel, die Region um die Augen, die Ohrdecken und die Nackenseite bis zum Mantel sind tiefschwarz mit leichtem Glanz. Rücken und Bürzel mit langen flauschigen Federn sind grau-schwarz mit weißen Subterminalflecken, die Oberschwanzdecken sind matt schwarz, der Schwanz ist schwarz, die Flügeldecken sind glänzend bräunlich-schwarz. Die mittleren Flügeldecken formen eine lange breite Flügelbinde. Kinn, Kehle und Brust sind hell orangerot, die übrige Unterseite rein weiß mit flauschigen Federn unten an den Flanken. Die Flügelunterseiten sind weiß, die Iris dunkel graubraun, der Schnabel schwarz und die Beine sind schiefergrau. Weibchen haben etwas weniger Rotbraun und Rot. Jungvögel sind oben oliv-gelb und weißlich gefleckt, dunkelbraun gebändert, die Unterseite ist gelb mit grauer Bänderung, der Schwanz ist rotbraun.
Dieser Buschwürger ähnelt dem Braunscheitelwürger (Laniarius luehderi) mit gelbbraunem Scheitel und schwarzer Maske, unterscheidet sich aber durch das helle Orangerot an Kinn, Kehle und Brust. Das Männchen ist unverwechselbar im Habitat.
Die Art ist monotypisch.

## Stimme
Der Ruf des Männchens wird als regelmäßig wiederholtes tiefes Grummeln oder Krächzen beschrieben, auch im Duett sowie als nasales „tzaanana-tzaanana“ und „tszowarrr“. Die Lautäußerungen ähneln denen des Amboimwürgers (Laniarius amboimensis) und des Braunscheitelwürgers (Laniarius luehderi).

## Lebensweise
Die Brutzeit liegt wohl im März, Weiteres ist nicht bekannt.

## Gefährdungssituation
Der Bestand gilt als „stark gefährdet“ (Endangered) durch möglichen Habitatverlust.